# 3. ročník udílení Critics' Choice Movie Awards
3. ročník udílení Critics' Choice Movie Awards se konal 20. ledna 1998.

## Žebříček nejlepších film
(seřazeno abecedně)
1. Amistad
2. Dobrý Will Hunting
3. Do naha!
4. Hříšné noci
5. Krycí jméno Donnie Brasco
6. Křídla vášně
7. Lepší už to nebude
8. L. A. - Přísně tajné
9. Titanic
10. Vrtěti psem

## Vítězové
- Nejlepší film: L. A. - Přísně tajné
- Nejlepší režisér: James Cameron – Titanic
- Nejlepší herec: Jack Nicholson – Lepší už to nebude
- Nejlepší herečka: Helena Bonham Carterová – Křídla vášně
- Nejlepší herec ve vedlejší roli: Anthony Hopkins – Amistad
- Nejlepší herečka ve vedlejší roli: Joan Cusacková – Svatba naruby
- Nejlepší rodinný film: Anastázie
- Nejlepší cizojazyčný film:  Smím prosit? (Japonsko)
- Nejlepší adaptovaný scénář: Curtin Hanson a Brian Helgeland – L. A. - Přísně tajné
- Nejlepší původní scénář: Ben Affleck a Matt Damon – Dobrý Will Hunting
- Nejlepší mladý herec/herečka: Jurnee Smollett – Evina zátoka
- Objev roku: Matt Damon – Dobrý Will Hunting
- Celoživotní ocenění: Robert Wise